# Düsseldorfer Schauspielhaus

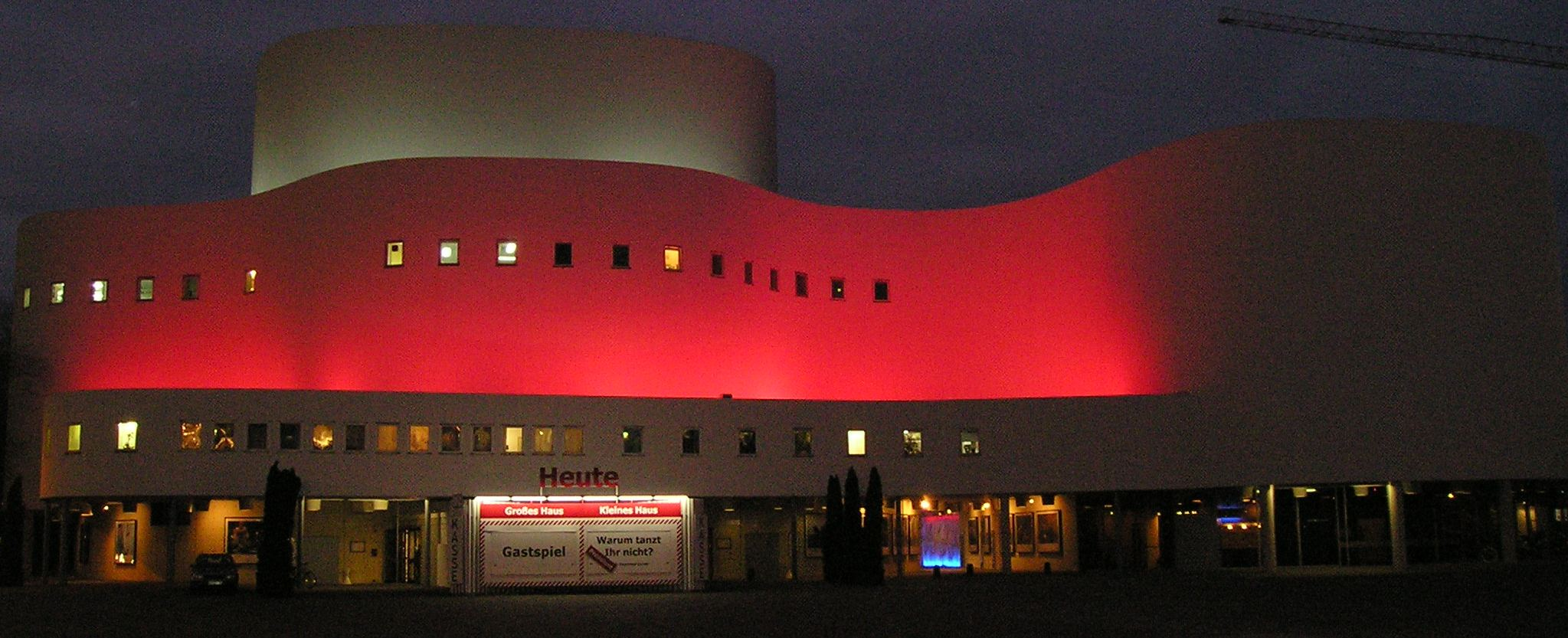
Le bâtiment illuminé, en 2007.

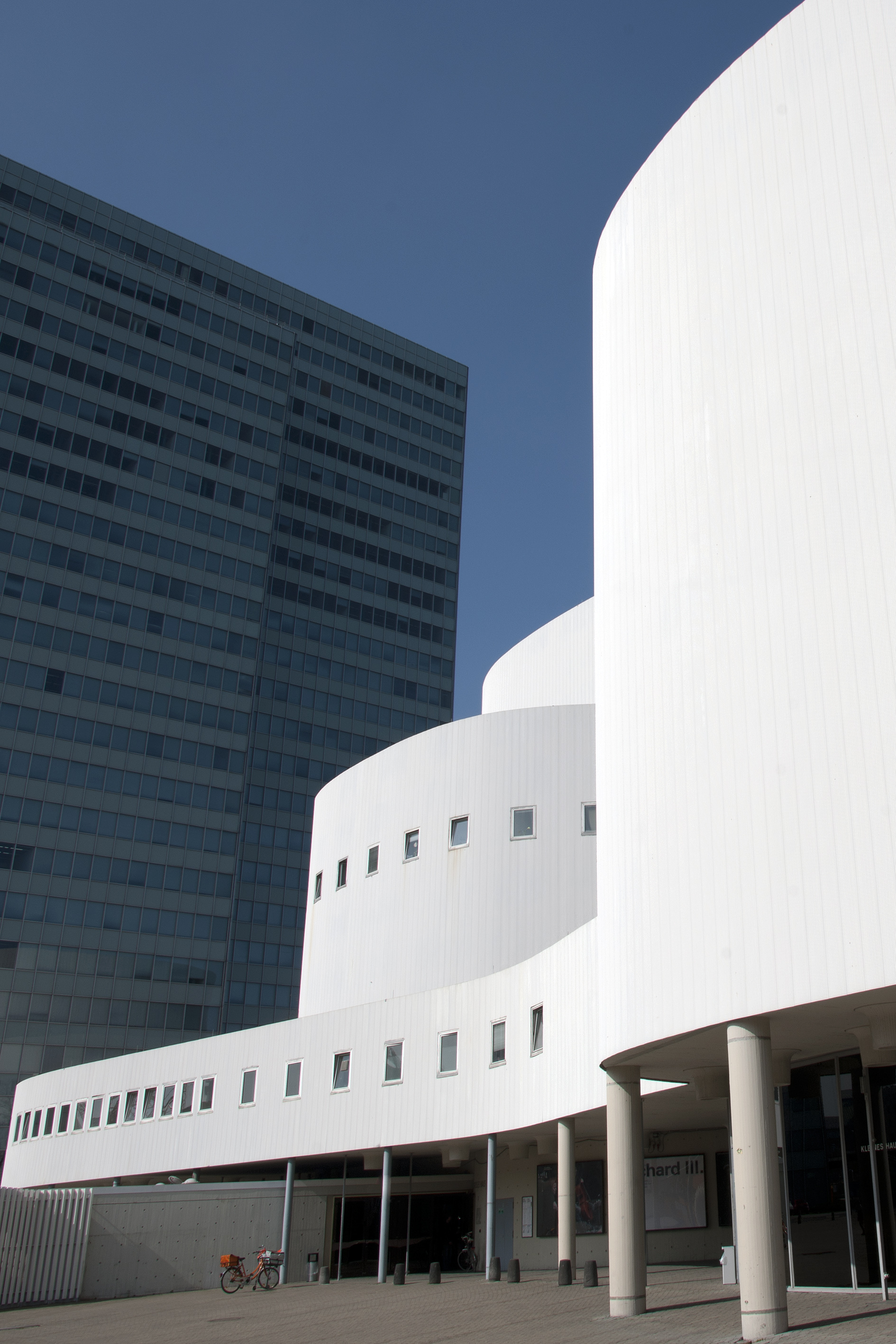
Le théâtre, juxtaposé au Dreischeibenhaus, en 2012.

Le Düsseldorfer Schauspielhaus (litt. « Théâtre de Düsseldorf ») est un bâtiment de théâtre et une compagnie théâtrale à Düsseldorf.
Le bâtiment actuel, comportant deux grands auditoriums, a été conçu par l'architecte Bernhard Pfau (de) et construit entre 1965 et 1969. Il a ouvert ses portes en 1970.

## Histoire
Le théâtre remonte à 1747, lorsque, pendant le règne de l'électeur Karl Theodor, le Gießhaus est transformé en théâtre. En 1818, Friedrich Wilhelm II fait don de ce bâtiment à la ville de Düsseldorf. Josef Derossi en est le premier directeur, remplacé en 1834 par le poète Karl Leberecht Immermann. En 1905, une maison dédiée aux pièces de théâtre est ouverte par Louise Dumont et Gustav Lindemann qui rendent la maison célèbre.
Après la Seconde Guerre mondiale, Wolfgang Langhoff devient le premier directeur, remplacé en 1946 par Gustaf Gründgens. Ses orientations  font de la maison l'une des scènes les plus importantes d'Europe. En 1955, il est remplacé par Karl Heinz Stroux.

### Immeuble actuel
Le théâtre actuel est commandé par la ville de Düsseldorf pendant le mandat de Stroux. L'Operettenhaus, qui avait servi de lieu de représentation de pièces de théâtre après la Seconde Guerre mondiale, s'avère trop limité. En 1957, un nouveau bâtiment est proposé, dont le site, sur Gustaf-Gründgens-Platz, est sécurisé en 1958. Un concours international a lieu en 1959 et est remporté par Bernhard Pfau. Le théâtre est conçu comme une sculpture, juxtaposé au Dreischeibenhaus voisin. Le style est décrit comme une architecture organique. La grande salle (Großes Haus) pouvait accueillir 900 personnes (aujourd'hui 760) et la petite salle (Kleines Haus), 300.
La construction a lieu de 1965 à 1969 et le théâtre ouvre ses portes le 16 janvier 1970 avec une représentation de La Mort de Danton (Dantons Tod) de Georg Büchner.
En 1972, Ulrich Brecht succède à Stroux à la direction, suivi en 1974 par Günter Beelitz, puis Volker Canaris. En 1996, Anna Badora est directrice, et Amélie Niermeyer lui succède en 2006. Staffan Valdemar Holm est metteur en scène à partir de 2011, avec quatre productions, Großes Haus, Kleines Haus, Junges Schauspielhaus et Central.